# الدين في لبنان
الدين في لُبنان حسب تقديرات وكالة المخابرات المركزية سنة 2020، البيانات للمواطنين فقط، ولا تشمل اللاجئين.
ثمة خليط كبير في لبنان من الطوائف الدينية إذ يتنو ع الشعب اللبناني على 18 طائفة معترف بها رسميًا. في إحصائية وكالة المخابرات المركزية سنة 2020 يشكل المسلمون غالبية الموطنين ونسبتهم 69.3%، و30.7% من المواطنين اللبنانين مسيحيين. لبنان هو البلد الوحيد في الوطن العربي الذي يتولى رئاسته مسيحيون بحكم عرف دستوري. يبلغ عدد سكان لبنان بتقدير الأمم المتحدة لعام 2008 نحو 4,099,000 نسمة. ويُقدر عدد اللبنانيين المغتربين والمنحدرين من أصل لبناني في العالم بحوالي 8,624,000 نسمة، وفقا لإحصاء سنة 2001، ينتمي غالبيتهم إلى الدين المسيحي، لأن الهجرة اللبنانية بدأت من متصرفية جبل لبنان ذات الأغلبية المسيحية. أمّا نسبة زيادة السكان فهي 0.85%، ومن المتوقَّع أن ينخفض عدد سكان لبنان عام 2050 إلى 3,001,000. وتبلغ الكثافة السكانية للبنان 344 نسمة / كلم.2 ويعيش ما بين 87% و90% من اللبنانيين في المدن منهم أكثر من 1,100,000 نسمة - أي ما يعادل ربع السكان - في العاصمة بيروت وضواحيها. وتبلغ نسبة المتعلمين فيه 87.4%. ويتكلم سكانه اللغة العربية وكثيرون منهم الفرنسية والإنجليزية. زد على ذلك لغات أخرى أقلّ استعمالا كالأرمنية والكردية والسريانية.

قُدّر عدد سكان لبنان في تموز/يوليو من عام 2008 بنحو 3,971,941 نسمة. بينما قدر عدد اللاجئين الأجانب في عام 2007 بما يزيد على 375,000 شخص: منهم 270,800 من فلسطين و 100,000 من العراق، و 4,500 من السودان. وأبعد لبنان أكثر من 300 لاجئ قسرا عام 2007. وتقدر الحكومة الأمريكية إجمالي عدد السكان بـ 5.3 مليون نسمة (منتصف عام 2022). وتقدر المفوضية السامية للأمم المتحدة لشؤون اللاجئين ومنظمات أخرى أن إجمالي عدد السكان يشمل 4.5 مليون مواطن و1.5 مليون لاجئ فروا من الصراعات في سوريا والعراق. يشكل العرب 94% من التركيبة السكانية، مع مزيجٍ من الشعوب المختلفة التي أتت لبنان واستقرت فيه عبر العصور، فمنهم من جذور فينيقية ورومانية وتركية وفارسية ولبعضهم جذور أوروبية من عهد الصليبين وفترة الانتداب الفرنسي. ففي تلك الحقبة استقرت في لبنان أقلية لا يستهان بها من الفرنسيين. لكن معظمهم غادر بعد الاستقلال عام 1943 ولم يبقَ منهم إلّا القليل. وثمة عدد كبير من السوريين والمصريين في لبنان حيث يعمل معظمهم في قطاع البناء والخدمات.

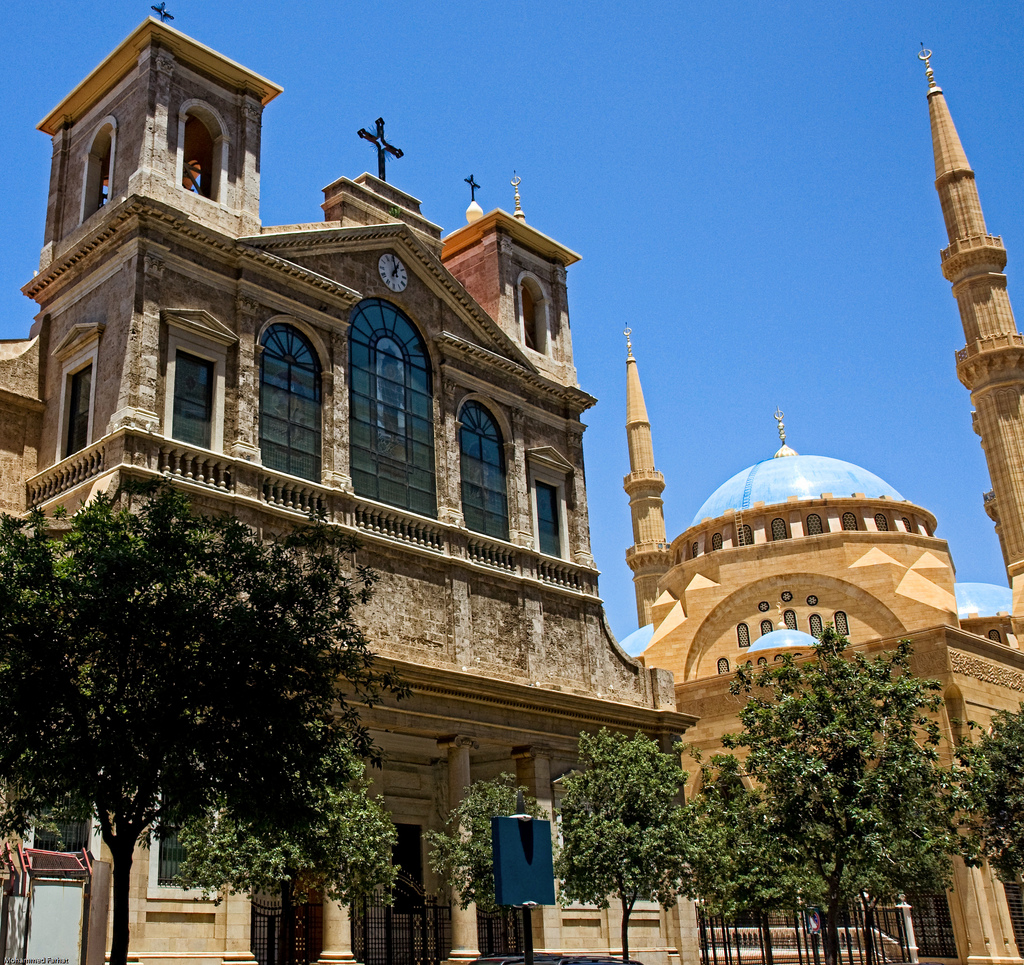
كاتدرائية مار جرجس المارونية وجامع محمد الأمين, وسط بيروت

## التوزع السكاني
من الصعب تحديد التّوزع السّكاني حسب الأديان بشكل دقيقٍ. يعود آخر إحصاء رسمي إلى 1932، وذلك بسبب الحساسيّة بين الطوائف المختلفة وغياب التّفاهم بينها بهذا الخصوص. أظهر الإحصاء التي أقامته السلطات الفرنسيّة خلال الفترة الانتدابية أنّ المسيحيين يشكّلون النّسبة الأكبر من السّكان بواقع 53%، إلّا أنّه لا يمكن الاعتماد عليه بسبب التغيّر الديموغرافي منذ تلك الفترة والتشكيك بصحّته من خلال اتّهام القائمين عليه بالتسييس وعدم المساواة بين جميع اللّبانيين.
بيّنت دراسة في 2012 أقامتها مؤسسة إحصاءات لبنان التي يقع مقرّها في لبنان، أن عدد المسلمين يقدّر بحوالي 54% من السّكان (27% شيعة; 27% سنّة)، والمسيحيين 40.4% (21% موارنة; 8% روم أرثوذكس; 5% ملكانيون; 6.4 أقليّات مسيحية مختلفة) بالإضافة إلى 5.6% دروز.
في كتاب حقائق العالم التي أصدرته وكالة المخابرات المركزية في 2018 واستثنت اللاجئين الفلسطينيين والسوريين، أظهرت أن عدد المسلمين 61% من السّكان (30.6% سنّة; 30.5% شيعة; ونسب قليلة من العلويين والإسماعيليين)، والمسيحيين 33.7% (أكبر مجموعة مسيحية هم الموارنة) بالإضافة إلى 5.2% دروز وأعداد صغيرة من اليهود والبهائيين والبوذيين والهندوس.
أعلنت المنظمة الدولية للأنظمة الانتخابية عن أعداد الناخبين في اللبنانيين في 2011، ما يؤدّي بطبيعة الحال إلى إستبعاد غير المسجّلين في التصويت والمواطنين تحت 21 سنة. أظهرت الأعداد أنّ 27.65% سنّة، 27.35% شيعة، 21.71 موارنة، 7.34 روم أرثوذكس، 5.74 دروز، 4.76 ملكيين، 2.64% أرمن أرثوذكس، 1.28% أقليّات مسيحيّة أخرى، 0.88 علويّون، 0.88% أرمن كاثوليك، 0.53% إنجليّون، و0.18% آخرون.
هنالك مجموعة تقليديّة وصغيرة من الزرادشتيون بين 100 و500 شخص، ويقدّر عدد اليهود بأقل من 100.

## التوزيع الجغرافي

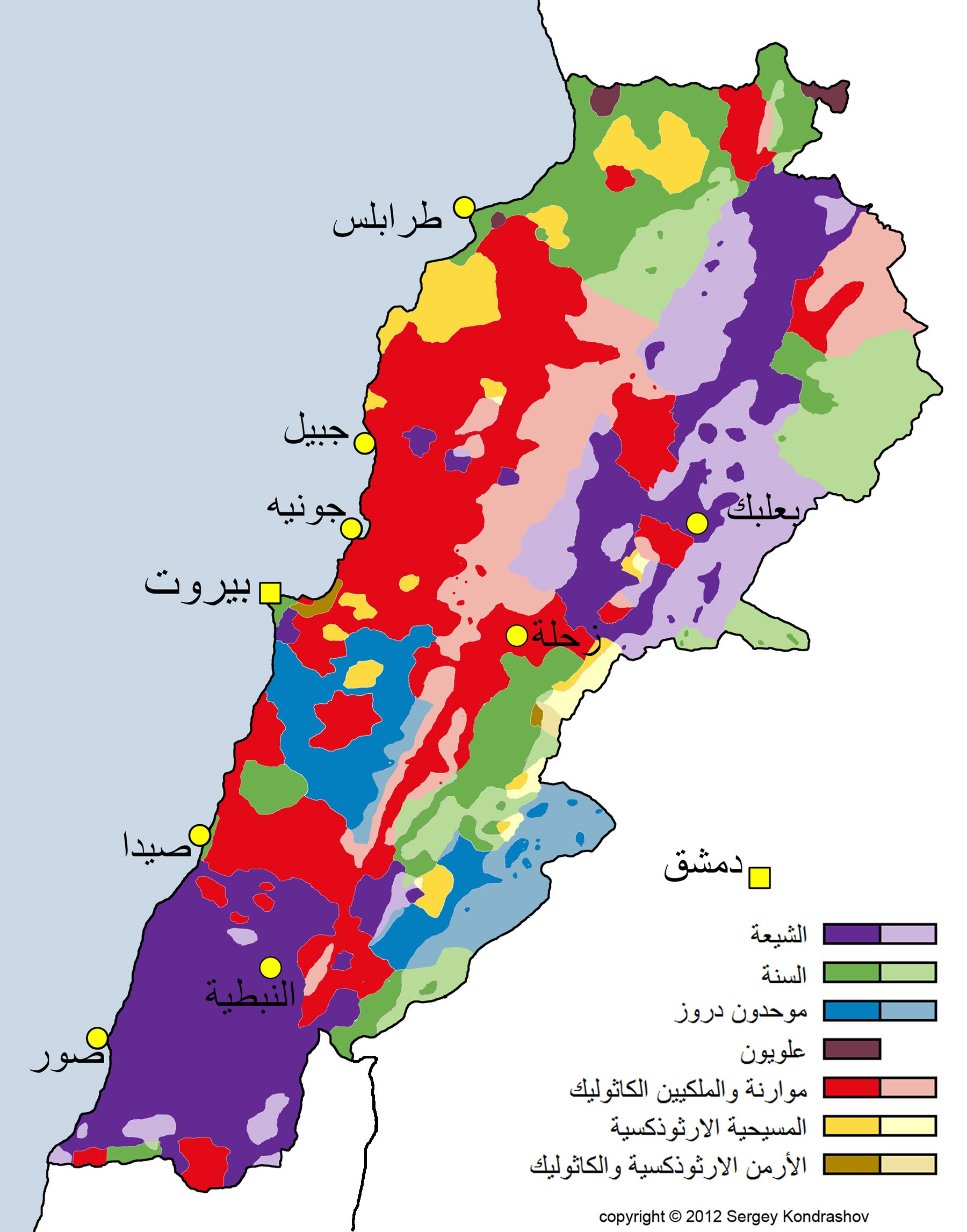
تقديرا لتوزيع المنطقة من الجماعات الدينية الرئيسية في لبنان

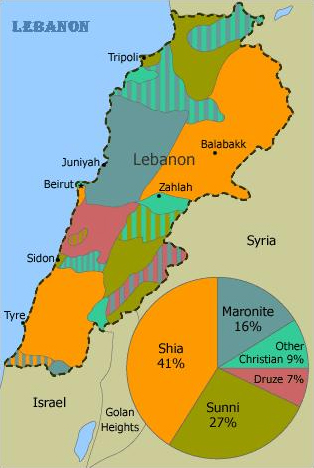
تقديرا لتوزيع المجموعات الدينية الرئيسية في لبنان، عام 1991، استنادا إلى خريطة من قبل GlobalSecurity.org

- السنة هم أساسا من سكان المدن الكبرى: غرب بيروت، طرابلس، صيدا أيضا يتواجد السنة في المناطق الريفية بما في ذلك عكار، إقليم الخروب، وغرب سهل البقاع.
- الشيعة يتركزون في جنوب لبنان، بعلبك، منطقة الهرمل والضاحية الجنوبية لبيروت.
- المسيحيون يتركزون في شرق بيروت وضواحيها، ومنطقة شمال جبل لبنان، زحلة، جزين.
- الدروز يتركزون في جنوب جبل لبنان وقضاء حاصبيا.

## الدين والسياسة
يلعب الدّين دورًا أساسيًا في الحياة السّياسيّة اللّبنانيّة، يوصف نظام الحكم بأنّه «خرج من رحم الدين والسّياسة». بعد استقلال الدّولة عن فرنسا في 1943، اجتمع قادة الطوائف اللّبنانيّة، واتّفقوا على توزيع المناصب السّياسيّة حسب الإنتماء الدّيني: يجب أن يكون رئيس الجمهوريّة مسيحيًا مارونيًا، رئيس الحكومة مسلمًا سنيًا، ورئيس مجلس النواب مسلمًا شيعيًا. عرف هذا التفاهم باسم الميثاق الوطني، وعلى الرّغم من أنّه غير مكتوبٍ صراحةً، فإنّ مقدّمة الدّستور توثّقه صراحةً حيث ترفع الشّرعيّة عن أي سلطة تخالف مبدأ الميثاقيّة. تقسّم المقاعد في مجلس النّواب حسب الطوائف أيضًا، فتعطي 64 مقعدًا للمسيحيين و64 مقعدًا للمسلمين. وبالتّالي، لا يمكن تشكيل أي حكومة أو مجلس وزراء دون مشاركة جميع الطوائف.
بدورها، تملك معظم الأحزاب السّياسيّة هويّة طائفيّة ودينيّة واضحة، على الرّغم من إعلان بعضها عن علمانيّة الحزب، حيث يعدّ التيار الوطني الحر والقوات اللبنانية والكتائب أحزابًا مسيحيةً، في حين يشار إلى حركة أمل وحزب الله بعبارة «الثنائي الشيعي»، ويعتبر تيّار المستقبل أكبر حزب سنّي. تنخرط نسبةٌ كبيرةٌ من رجال الدّين والمرجعيّات الكبرى في هذا المجال، ومنهم من ينتمي للأحزاب السّياسيّة، ويستخدمون موقعهم في دعم فريقٍ معيّنٍ واستقطاب المؤيّدين له، أو في إظهار المعارضة لفريقٍ آخر.

## الأعياد والعطل الرسمية
نتيجة لتعدّد الطوائف والأديان، تعترف الدّولة اللّبنانيّة بمعظم الأعياد الدينيّة والأيّام المقدّسة فيها، كما تعتبر عطلًا رسمية لجميع الدوائر الرّسميّة والخاصّة، بمعزل عن الانتماء الدّيني لها. إلى جانب رأس السّنة الميلاديّة، تحتفل الدّولة بعيد الميلاد وجمعة الآلام وعيد القيامة عند كلا الكنائس الشرقيّة والكنائس الغربيّة، وعيد البشارة، وعيد انتقال السيّدة العذراء، بالإضافة إلى عيد مار مارون للطائفة المارونيّة. أما على الجانب الإسلامي، هناك رأس السّنة الهجريّة، وذكرى عاشوراء عند الشيعة، والمولد النبوي حسب التاريخ السّني، وعيد الأضحى، وعيد الفطر.

## معرض صور

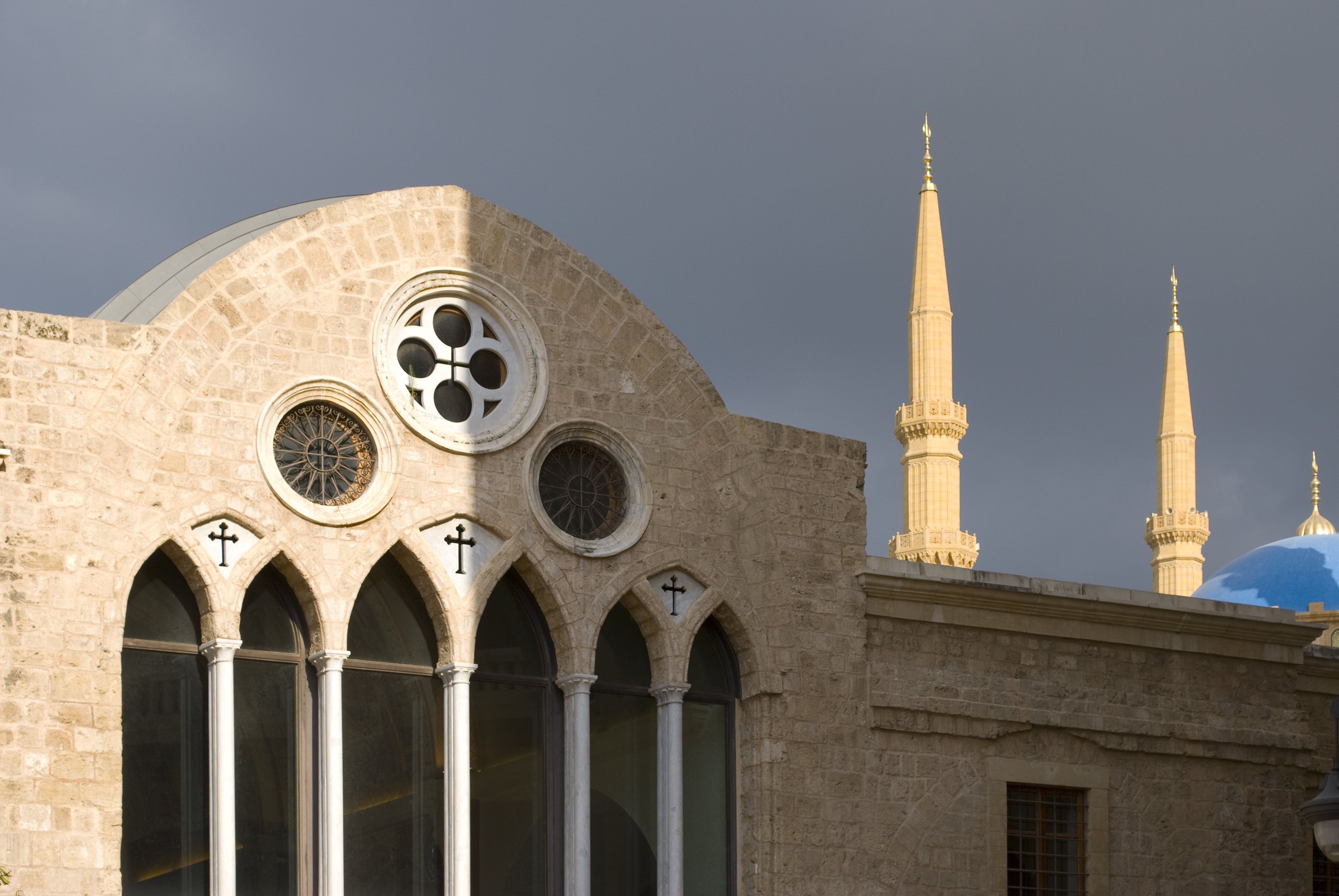
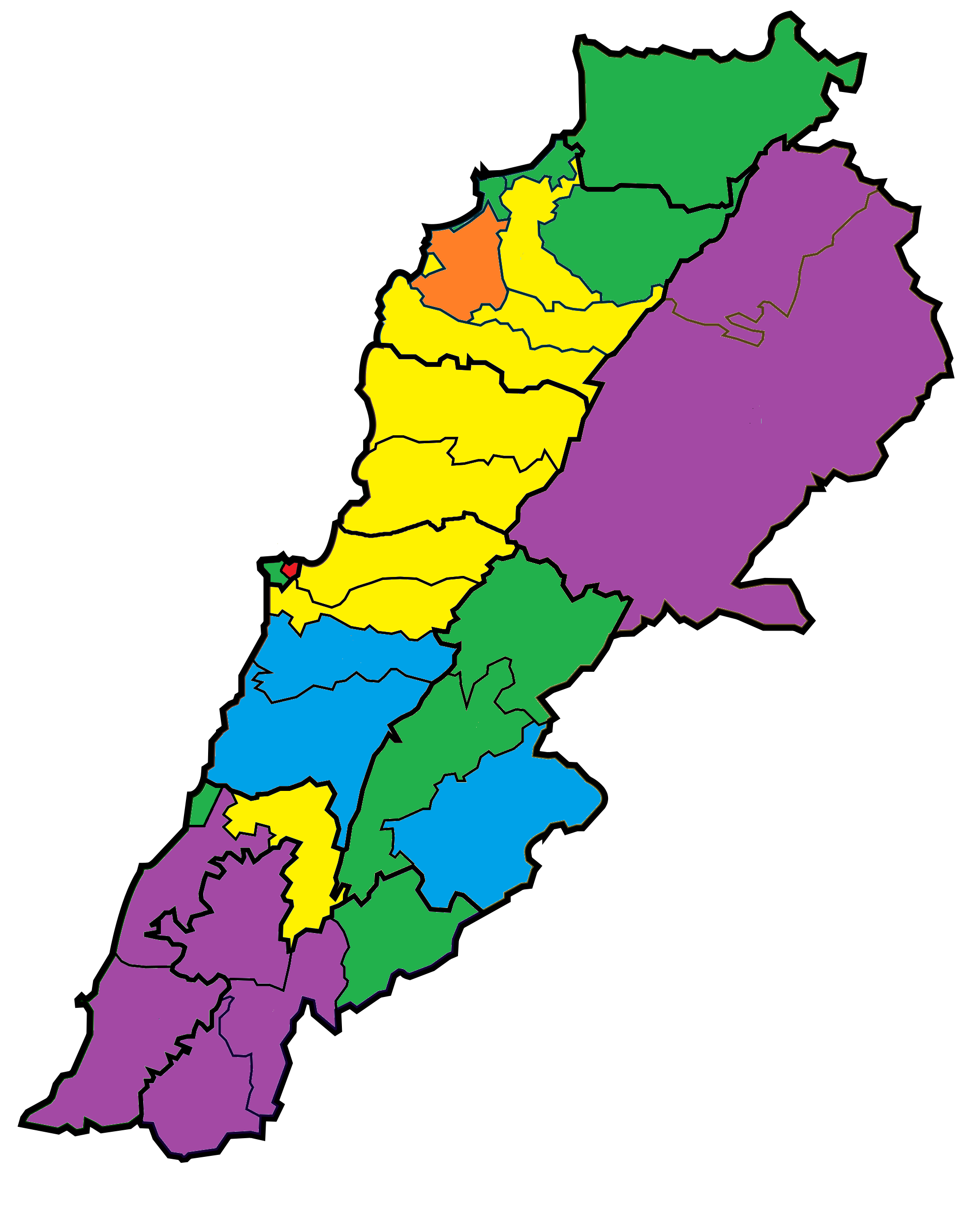
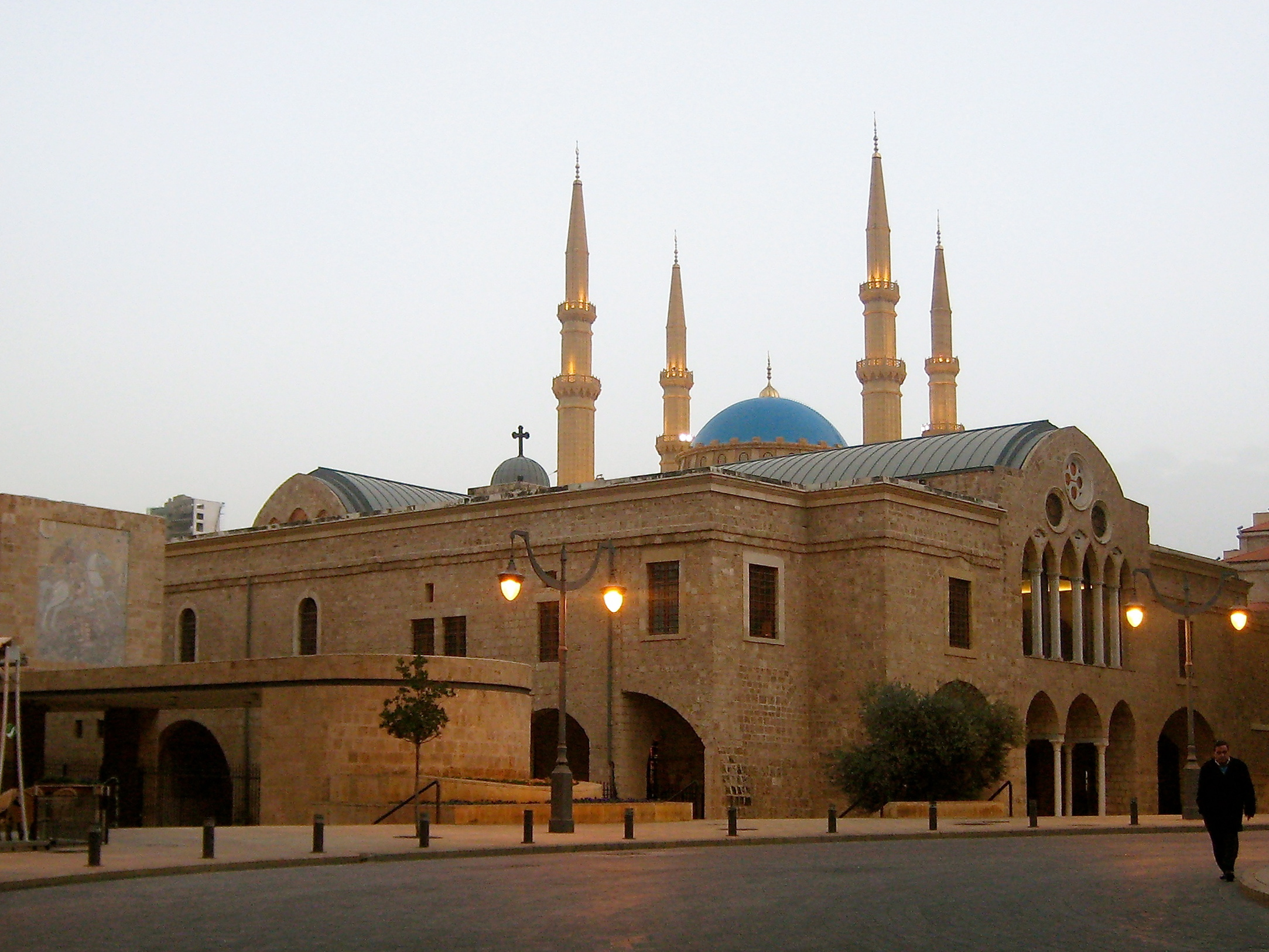